# Кривська сільська рада (Тячівський район)
| Кривська сільська рада — колишній орган місцевого самоврядування у Тячівському районі Закарпатської області з адміністративним центром у с. Крива. Сільській раді були підпорядковані населені пункти: - с. Крива |

## Склад ради
Рада складалася з 20 депутатів та голови.

## Керівний склад сільської ради
| ПІБ                         | Основні відомості                                                               | Дата обрання | Дата звільнення |
| --------------------------- | ------------------------------------------------------------------------------- | ------------ | --------------- |
| Палінкаш Іван Іванович      | Сільський голова, 1958 року народження, освіта                                  | 26.03.2006   | 31.10.2010      |
| Кучерявий Василь Васильович | Сільський голова, 1962 року народження, освіта середня спеціальна, безпартійний | 31.10.2010   |                 |

Примітка: таблиця складена за даними джерела